# Aeropuerto de Bristol (Whitchurch)
El Aeropuerto de Bristol (Whitchurch), conocido también como Aeropuerto de Whitchurch, fue un aeródromo situado en el municipio de Bristol, Inglaterra, a unas tres millas (5 km) al sur del centro de la ciudad. Operativo desde 1930 hasta 1957, era el principal aeropuerto de Bristol y sus alrededores. Durante la Segunda Guerra Mundial, fue uno de los pocos aeropuertos civiles de Europa que permaneció operativo, lo que permitió que mantuviera conexiones aéreas primero con Lisboa y Shannon, y más adelante con los Estados Unidos.
El aeropuerto cerró en 1957 y los servicios se transfirieron a la antigua base de la RAF en Lulsgate Bottom, origen del actual Aeropuerto Internacional de Brístol. El antiguo aeródromo ahora está ocupado por un centro deportivo, y por naves y parques comerciales. El South Bristol Community Hospital, inaugurado en 2012, está situado en terrenos anteriormente ocupados por el Aeropuerto de Whitchurch.

## Primeros años
En 1929, la Corporación de la Ciudad de Bristol compró 298 acres (1,2 km²) de tierras de cultivo al sur de la ciudad, cerca de Whitchurch, con el fin de construir el nuevo aeropuerto municipal, y Jorge de Kent lo inauguró oficialmente el 31 de mayo de 1930. En su primer año de funcionamiento, el aeropuerto registró un tráfico de 915 pasajeros, y en 1939 alcanzó los 4000. El Club de Aeroplanos de Bristol y Wessex se mudó del Aeropuerto de Filton, y junto con Bristol Corporation administró las instalaciones. Los primeros edificios fueron un hangar, una casa club para los miembros de la organización de vuelo y una sala de exhibición de aeronaves.
El servicio de vuelos se inauguró con un "ferry aéreo" a Cardiff, operado por Norman Edgar & Co, y vuelos a Torquay y a Teignmouth. En 1932, dos empresas de taxis aéreos tenían su sede en el aeropuerto. En 1934, la compañía Railway Air Services, una subsidiaria de Imperial Airways, se unió a Bristol Air Taxis y comenzó a ofrecer conexiones a Plymouth, Birmingham, Londres, Southampton y Liverpool.
En julio de 1935 se inauguró un nuevo edificio terminal y comenzaron los servicios internacionales regulares con vuelos en la ruta Cardiff-Whitchurch-Le Touquet-Paris-Plage-Paris Le Bourget.
En 1936, Norman Edgar se mudó al nuevo aeropuerto en Weston-super-Mare. La compañía pasó a llamarse Norman Edgar (Western Airways) Ltd, y en 1938 fue absorbida por Straight Corporation, encabezada por Whitney Straight, quien la rebautizó como Western Airways, Ltd.
En 1937, Irish Sea Airways (precursora de Aer Lingus) y Great Western y Southern Airlines comenzaron a operar desde Whitchurch.
En julio de 1938, el gobierno formó una Guardia Aérea Civil con el fin de entrenar pilotos para lo que se consideraba como la próxima guerra. El Club Aeronáutico de Bristol y Wessex fue una de las organizaciones de formación que participaron en este esfuerzo, y, además, se estableció la Escuela de Formación de Vuelo de Reserva y Primaria No. 33 en Whitchurch para preparar a los aviadores de la Reserva de Pilotos Voluntarios de la Royal Air Force. En agosto de 1938, Frank Barnwell, diseñador jefe del Bristol Aeroplane Company, murió cuando un monoplano ultraligero que él mismo había diseñado y construido, el Barnwell B.S.W., golpeó un bache al despegar y acabó estrellándose contra una carretera cercana.

## Segunda Guerra Mundial

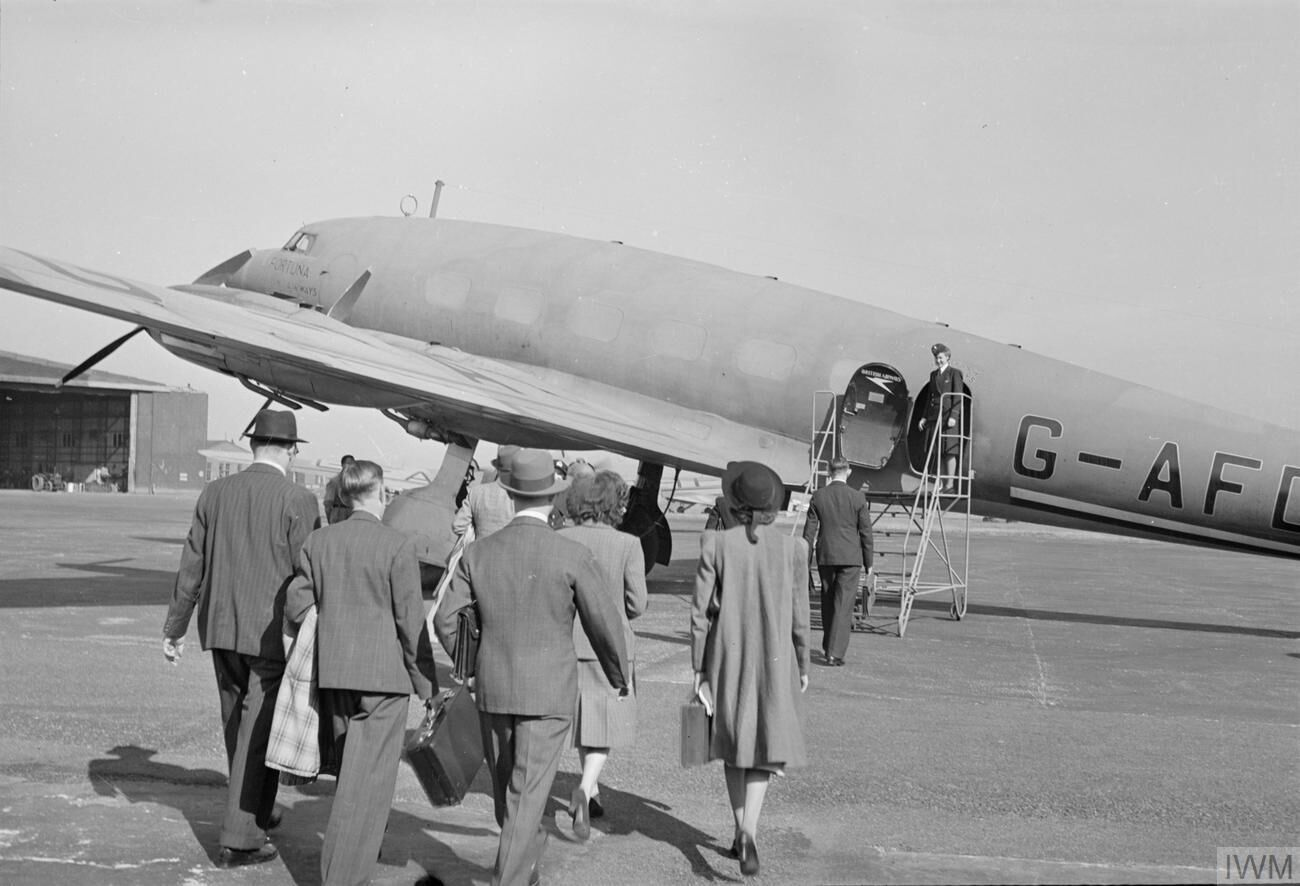
Un de Havilland DH.91 Albatross de la compañía BOAC en Whitchurch, (hacia 1941)

A finales de agosto de 1939, el aeropuerto fue requisado por el Ministerio del Aire y declarado Área Restringida. A partir del 1 de septiembre de 1939, 59 aviones pertenecientes a Imperial Airways y British Airways Ltd fueron evacuados del Aeropuerto de Croydon y del Aeródromo de Heston a Whitchurch. Las dos aerolíneas, que estaban en proceso de fusión para formar British Overseas Airways Corporation (BOAC), se convirtieron en el núcleo de National Air Communications (NAC), formada para realizar trabajos de transporte aéreo en tiempos de guerra. Se incrementó la seguridad del Aeropuerto, con cercas de alambre de púas y puestos policiales del Ministerio del Aire. Durante los siguientes dos años, se construyeron una pista asfaltada de este a oeste y calles de rodaje. A finales de 1939 se reanudaron los vuelos civiles. A partir de septiembre de 1940, seis aviones de la aerolínea holandesa KLM Royal Dutch Airlines, que habían escapado a Gran Bretaña tras la invasión alemana de los Países Bajos, también tenían su base en Whitchurch. Estos aviones con sus tripulaciones holandesas operaron vuelos a Lisboa en Portugal neutral, operando vuelos chárter de la BOAC.
La organización del Transporte Aéreo Auxiliar estableció el grupo de pilotos de ferry n.° 2 (FPP) en Whitchurch durante 1940. El FPP n.° 2 se ocupaba principalmente del transporte de los bombarderos Blenheim, Beaufighter y Beaufort construidos por Bristol Airplane Company en Filton; los Hurricane construidos por Gloster Aircraft Company en Brockworth y los Whirlwind y Spitfire producidos por Westland Aircraft en Yeovil, en Somerset. La unidad se disolvió en 1945.
Durante 1942-1943, los vuelos civiles se operaron desde el Aeropuerto Internacional de Shannon, incorporándose una extensión de la ruta de Lisboa a Gibraltar, con Lisboa y Shannon brindando conexiones a los Estados Unidos. Entre los pasajeros famosos que utilizaron estos servicios figuraron Bob Hope, Bing Crosby, la reina Guillermina de los Países Bajos y Eleanor Roosevelt (primera dama de los Estados Unidos). El 1 de junio de 1943, el Vuelo 777 de BOAC fue derribado cuando volaba hacia Whitchurch desde Lisboa, con la pérdida de cuatro tripulantes holandeses y de 13 pasajeros, incluido el actor Leslie Howard.
En noviembre de 1944, BOAC se mudó al Aeropuerto Hurn de Bournemouth, porque las pistas allí eran capaces de acomodar aviones más grandes, y el éxito de la Batalla de Normandía había disminuido el peligro de que sufriera ataques de la Luftwaffe.

## Posguerra
Después de la guerra, el aeropuerto quedó bajo el control de Ministerio de Aviación Civil. Varios clubes de vuelo utilizaron el aeropuerto, pero no atrajo muchos servicios programados; desde 1953, Morton Air Services operó vuelos a las islas del Canal, a la isla de Wight y a la isla de Man, mientras que Cambrian Airways operó vuelos nacionales e internacionales a Francia.
El aeropuerto se había vuelto demasiado pequeño para las operaciones de las aerolíneas, y las urbanizaciones circundantes limitaban la extensión de la pista, por lo que en mayo de 1957 se abrió un nuevo aeródromo en la antigua base de la RAF de Lulsgate Bottom, origen del Aeropuerto Internacional de Brístol. En 1957, cesaron los vuelos en Whitchurch; y en 1959 se reabrió como el circuito de Whitchurch, donde se disputaron carreras de Fórmula 2 y Fórmula 3. Con el paso de los años, el área se ha desarrollado como una zona de urbanizaciones y de locales comerciales, conocida como Hengrove Park, aunque todavía se conserva parte de la pista de aterrizaje principal del antiguo aeropuerto.
En 1993, un avión Cessna 152 sin combustible realizó un aterrizaje de emergencia en lo que queda de la antigua pista.
En 2009, se anunció que parte del antiguo aeródromo se convertiría en el South Bristol Community Hospital, en un centro académico y en una serie de instalaciones de ocio.